# 鼎盛里
鼎盛里，為台灣高雄市三民區的一個行政區劃，本里現有28鄰，目前有3,511戶，人口8,842人。該里被國道十號從中穿過，主要聚落位於國道十號以南，以北目前為低度開發區。

## 沿革
- 1945年，原屬鼎金里的一部分
- 1981年，原鼎金里鼎力路以西獨立劃分為鼎盛里
- 1990年，鼎強里、鼎力里自原鼎盛里分出，其餘部分維持鼎盛里之名延續至今。[2][3][4]

## 範圍
- 東北界：與仁武區相鄰
- 東南界：大致沿大中一路110巷、鼎貴路62巷、鼎貴路與鼎強里相鄰
- 西界：大致沿愛河，與左營區菜公里、福山相鄰
- 南界：隔鼎中路685巷與鼎力里相鄰、隔鼎金後路與鼎強里相鄰

## 里內設施
- 高雄榮民總醫院停車場
- 愛河
- 國道十號